# SSX2IP
SSX2IP‏ (SSX family member 2 interacting protein) هوَ بروتين يُشَفر بواسطة جين SSX2IP في الإنسان.